# Louise (Sängerin)

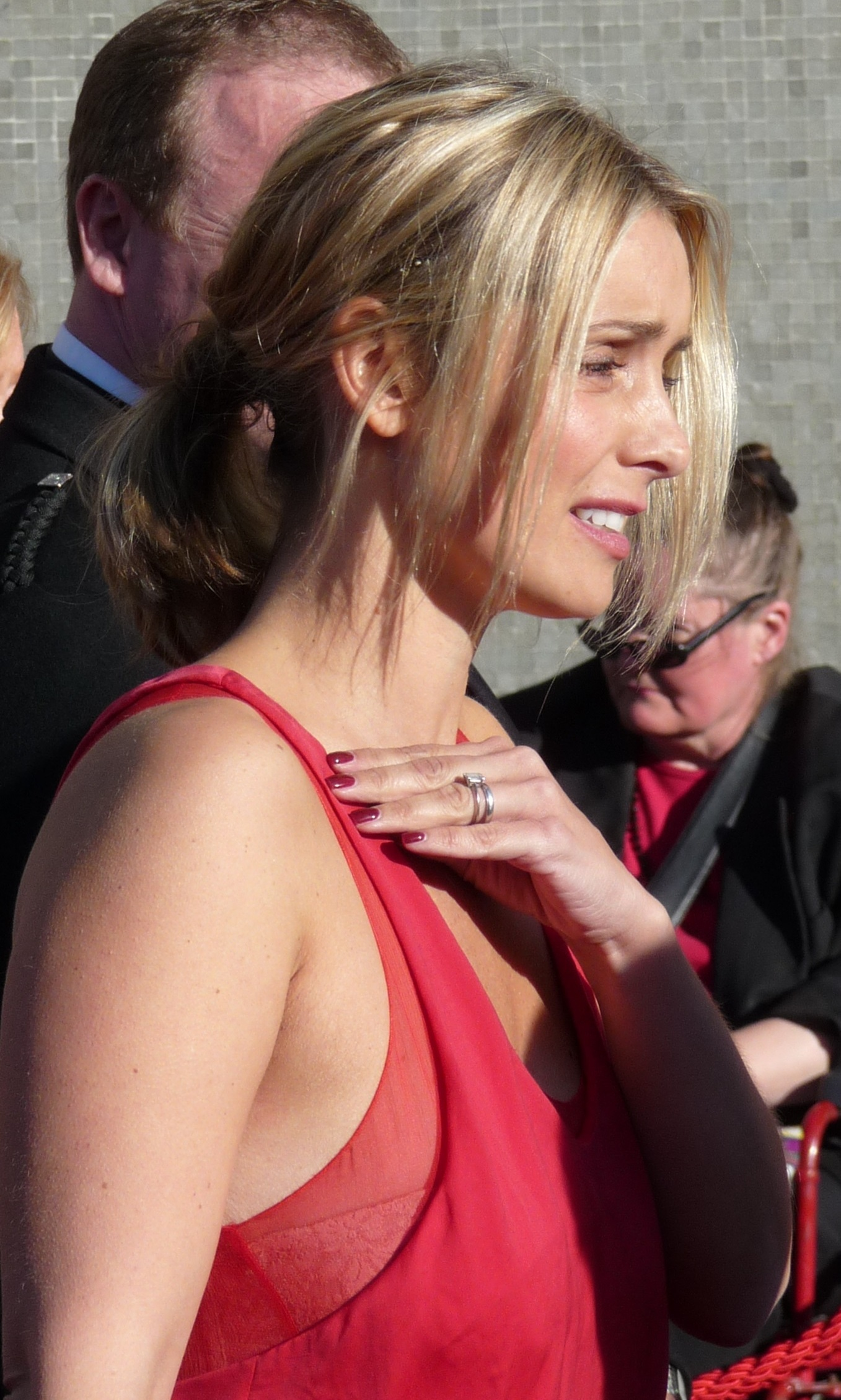
Louise Redknapp (2009)

Louise Elizabeth Redknapp (geb. Nurding; * 4. November 1974 in Lewisham, London) ist eine britische Sängerin und Fernsehmoderatorin.

## Leben und Karriere
Redknapp besuchte die Londoner Italia Conti Academy of Theatre Arts. Sie war von 1992 bis 1995 Mitglied der Girlgroup Eternal, die sie als erste für eine Solokarriere verließ. Sie veröffentlichte mit Light of My Life (1995), Naked, Undivided Love, One Kiss from Heaven (jeweils 1996), Arms Around the World, Let’s Go Round Again (beide 1997), 2 Faced (2000), Stuck in the Middle with You (2001) und Pandora’s Kiss (2003) eine Reihe von Top-10-Singles in ihrer Heimat und ging von 1995 bis 2003 auf zwei Heimat-Tourneen. Sie präsentierte mehrere Fernsehshows wie SMTV Live, CD:UK und The Clothes Show.
In der Juli-Ausgabe 2004 der FHM wurde Redknapp als Sexiest Woman of the Decade bezeichnet. Sie ist Hauptjurymitglied bei der britischen Show So You Think You Can Dance. 1998 heiratete sie den Fußballspieler Jamie Redknapp. Ihr erstes gemeinsames Kind kam am 27. Juli 2004 zur Welt. Die Ehe wurde Ende 2017 geschieden.
Nach einer längeren Pause tourte Redknapp 2017 erstmals wieder durchs Vereinigte Königreich. Im Jahr darauf unterzeichnete sie einen Vertrag als Songwriterin bei Warner/Chappell UK. Im Januar 2020 erschien ihr viertes Studioalbum Heavy Love, nachdem die Veröffentlichung zuvor mehrfach verschoben wurde.

## Diskografie

### Studioalben
| Jahr | Titel       | Höchstplatzierung, Gesamtwochen, AuszeichnungChartsChartplatzierungen (Jahr, Titel, Platzierungen, Wochen, Auszeichnungen, Anmerkungen) | Anmerkungen                           |
| Jahr | Titel       | UK | Anmerkungen                           |
| ---- | ----------- | --- | ------------------------------------- |
| 1996 | Naked       | UK7 Gold · (36 Wo.)UK | Erstveröffentlichung: 24. Juni 1996   |
| 1997 | Woman in Me | UK5 Platin · (22 Wo.)UK | Erstveröffentlichung: 6. Oktober 1997 |
| 2000 | Elbow Beach | UK12 Silber · (5 Wo.)UK | Erstveröffentlichung: 31. Juli 2000   |
| 2020 | Heavy Love  | UK11 (1 Wo.)UK | Erstveröffentlichung: 17. Januar 2020 |
| 2025 | Confessions | UK8 (1 Wo.)UK | Erstveröffentlichung: 30. Mai 2025    |

Weitere Alben
- 2002: Finest Moments

### Kompilationen
| Jahr | Titel                        | Höchstplatzierung, Gesamtwochen, AuszeichnungChartsChartplatzierungen (Jahr, Titel, Platzierungen, Wochen, Auszeichnungen, Anmerkungen) | Anmerkungen                              |
| Jahr | Titel                        | UK | Anmerkungen                              |
| ---- | ---------------------------- | --- | ---------------------------------------- |
| 2001 | Changing Faces – The Best of | UK9 Silber · (6 Wo.)UK | Erstveröffentlichung: 10. September 2001 |
| 2023 | Greatest Hits                | UK11 (1 Wo.)UK | Erstveröffentlichung: 2. Juni 2023       |

### Singles
| Jahr | Titel Album                                               | Höchstplatzierung, Gesamtwochen, AuszeichnungChartsChartplatzierungen (Jahr, Titel, Album, Platzierungen, Wochen, Auszeichnungen, Anmerkungen) | Anmerkungen                              |
| Jahr | Titel Album                                               | UK | Anmerkungen                              |
| ---- | --------------------------------------------------------- | --- | ---------------------------------------- |
| 1995 | Light of My Life Naked                                    | UK8 (10 Wo.)UK | Erstveröffentlichung: 25. September 1995 |
| 1996 | In Walked Love Naked                                      | UK17 (7 Wo.)UK | Erstveröffentlichung: 4. März 1996       |
| 1996 | Naked                                                     | UK5 Platin · (8 Wo.)UK | Erstveröffentlichung: 28. Mai 1996       |
| 1996 | Undivided Love Naked                                      | UK5 (7 Wo.)UK | Erstveröffentlichung: 19. August 1996    |
| 1996 | One Kiss from Heaven Naked                                | UK9 (7 Wo.)UK | Erstveröffentlichung: 18. November 1996  |
| 1997 | Arms Around the World Woman in Me                         | UK4 (7 Wo.)UK | Erstveröffentlichung: 22. September 1997 |
| 1997 | Let’s Go Round Again Woman in Me                          | UK10 (9 Wo.)UK | Erstveröffentlichung: 17. November 1997  |
| 1998 | All That Matters Woman in Me                              | UK11 (7 Wo.)UK | Erstveröffentlichung: 22. März 1998      |
| 2000 | 2 Faced Elbow Beach                                       | UK3 (10 Wo.)UK | Erstveröffentlichung: 17. Juli 2000      |
| 2000 | Beautiful Inside Elbow Beach                              | UK13 (4 Wo.)UK | Erstveröffentlichung: 30. Oktober 2000   |
| 2001 | Stuck in the Middle with You Changing Faces – The Best Of | UK4 (10 Wo.)UK | Erstveröffentlichung: 27. August 2001    |
| 2003 | Pandora’s Kiss –                                          | UK5 (5 Wo.)UK | Erstveröffentlichung: September 2003     |